# Magalhães de Almeida
Magalhães de Almeida é um município brasileiro do estado do Maranhão. Sua população segundo o censo 2022 do IBGE é de 13.807 habitantes.

## História
Segundo registros históricos, o povoado que deu origem a Magalhães de Almeida teve início quando Barnabé Pereira, em busca de um novo local para se estabelecer, desceu o Rio Parnaíba vindo do povoado de Melancias e fixou-se na área onde hoje se situa o município.
Atraído pela elevação do terreno, considerada propícia para habitação, ele construiu sua residência no local. Posteriormente, o assentamento ficou conhecido como Porto de Santo Antônio, nome que faz referência ao atual padroeiro municipal. A antiga área portuária deu lugar à Igreja de Santo Antônio, marco histórico da cidade. Anualmente, em janeiro, são realizadas as festividades em homenagem a São Sebastião, ocasião que atrai tanto moradores quanto visitantes.
A cidade já foi distrito do município de São Bernardo desde 1937, e posteriormente foi elevada à categoria de município em 1 de outubro de 1952.

## Geografia
A área do município de Magalhães de Almeida é de 434,433 quilômetros quadrados, o que o coloca na posição 179 dentre as 217 cidades do Maranhão.
| Área da unidade territorial [2024] | 434,433 km²                     |
| Hierarquia urbana [2018]           | Centro Local                    |
| Região de Influência [2018]        | Parnaíba - Centro Subregional A |
| Região intermediária [2024]        | São Luís                        |
| Região imediata [2024]             | Tutóia - Araioses               |
| Mesorregião [2022]                 | Leste Maranhense                |
| Microrregião [2022]                | Baixo Parnaíba Maranhense       |

Fonte: IBGE
| Área urbanizada [2019]                | 3,96 km²     |
| Esgotamento sanitário adequado [2010] | 20,2 %       |
| Arborização de vias públicas [2010]   | 66,4 %       |
| Urbanização de vias públicas [2010]   | 0 %          |
| População exposta ao risco [2010]     | 360 pessoas  |
| Bioma predominante [2024]             | Cerrado      |
| Sistema Costeiro-Marinho [2019]       | Não pertence |

Fonte: IBGE
Educação
| Taxa de escolarização de 6 a 14 anos de idade [2010]             | 97,1 %           |
| IDEB – Anos iniciais do ensino fundamental (Rede pública) [2023] | 4,8              |
| IDEB – Anos finais do ensino fundamental (Rede pública) [2023]   | 3,9              |
| Matrículas no ensino fundamental [2023]                          | 2.493 matrículas |
| Matrículas no ensino médio [2023]                                | 666 matrículas   |
| Docentes no ensino fundamental [2023]                            | 192 docentes     |
| Docentes no ensino médio [2023]                                  | 46 docentes      |
| Número de estabelecimentos de ensino fundamental [2023]          | 25 escolas       |
| Número de estabelecimentos de ensino médio [2023]                | 5 escolas        |

Fonte: IBGE
Economia
| PIB per capita [2021]                                                                           | 6.970,01 R$       |
| Índice de Desenvolvimento Humano Municipal (IDHM) [2010]                                        | 0,567             |
| Total de receitas brutas realizadas [2023]                                                      | 116.494.716,33 R$ |
| Transferências correntes (Percentual em relação às receitas correntes brutas realizadas) [2023] | 96,98 %           |
| Total de despesas brutas empenhadas [2023]                                                      | 114.239.171,50 R$ |

Fonte: IBGE
| Salário médio mensal dos trabalhadores formais [2022]                                             | 1,9 salários mínimos |
| Pessoal ocupado [2022]                                                                            | 1.574 pessoas        |
| População ocupada [2022]                                                                          | 11,40 %              |
| Percentual da população com rendimento nominal mensal per capita de até 1/2 salário mínimo [2010] | 58,1 %               |

Fonte: IBGE